# Лаура Бон
Лаура Бон (на италиански: Laura Bon; * 24 октомври 1825, Торино; † 24 юли 1904, Венеция) е италианска театрална актриса и метреса на италианския крал Виктор Емануил II.

## Произход
Лаура е дъщеря на актьори. Баща ѝ Франческо Аугусто Бон (1788 – 1858), потомък на знатните венециански фамилии Бон и Корнер, е актьор и драматург на произведения, вдъхновени от Карло Голдони. Майка ѝ Луиджа Ристори (1795 – 1845), вдовица на Луиджи Белоти, е актриса, произхождаща от семейство на актьори, чиято племенница Аделаида Ристори е най-известната италианска актриса през 19 век, а синът ѝ Луиджи Белоти Бон е известен актьор по онова време.

## Биография

### Връзка с Виктор Емануил II
През 1844 г., по време на свое театрално представление в Казале Монферато, Лаура е забелязана от херцога на Савоя Виктор Емануил, бъдещ крал на Италия. Той e известен донжуан и е женен за Мария Аделхайд Австрийска, от която вече има две деца. Двамата се срещат отново чак през 1848 г., когато Лаура, която никога не го е забравила, изнася представление в Торино. Бъдещият крал я кара да напусне пътуващата компания, за да остане в града. В Торино Лаура продължава да играе в стабилна компания, без да знае, че през 1847 г. Виктор Емануил е срещнал 14-годишната Роза Верчелана, от която вече има дъщеря. Междувременно съпругата му му е родила още три деца.
През 1849 г. Виктор Емануил II, крал на Сардиния след абдикацията на баща си Карл Алберт, купува апартамент за Лаура на улица „Сан Масимо“ 10 в Торино и я кара да прекъсне актьорската си кариера.  През 1851 и 1852 г. му се раждат още четири деца: две от кралицата, едно от Роза Верчелана и през 1852 г. едно недоносено от Лаура, което е мъртвородено. Лаура живее между Торино и Кралския замък в Монкалиери, а кралят се среща с Верчелана в Ловния павилион „Ступиниджи“. След преждевременното ѝ раждане, което я оставя много болна, кралят предлага на Лаура пътуване на юг, за да се възстанови. Тя е подозрителна към него и въпреки уверенията му, че тя е единствената му любов, не разбира как ревнивият крал желае я прогони от Торино. Трите жени в живота му (наред с многото други) реагират различно на поведението му: кралицата Мария Аделхайд понася с достойнство изневерите му и въпреки тях двамата са много близки; пламенната Роза Верчелана му прави яростни сцени – поведение, ценено от неговия сангвиничен характер, като помиренията са им изпълнени със страст. Лаура обаче се оплаква, ревнува, умолява, отчаяна и плачеща – поведение, което много дразни краля.
През 1853 г. Лаура ражда на краля извънбрачната им дъщеря Емануела Мария Гуериери ди Ровербела. За пореден път Виктор Емануил II се опитва да я държи настрана, като я праща в Париж, за да се разсее. Лаура отпътува, но подозрителна се връща внезапно след няколко дни. Когато до нея достигат слухове за апартамента, където кралят приема други жени през нощта, тя го шпионира и, разкрита от пазачите, между тях има кавги, помирения и обещания, но тя продължава да го следи.
През 1855 г. кралица Мария Аделхайд умира няколко дни след раждането на последното си дете. Роза Верчелана започва да настоява за брак. Лаура не вижда краля с месеци, пише му писма с разбито сърце. Кралят ѝ казва, че държавни причини налагат да се разделят; той винаги ще мисли за издръжката на нея и на детето, но тя трябва да напусне Торино. Преди смъртта си кралицата, която е наясно с връзката им, ѝ предлага да се погрижи за бъдещето на детето, да намери подходящо жилище за Лаура, както и голяма сума пари, което Лаура отхвърля. Няколко дни по-късно карабинерите пристигат в къщата ѝ, търсейки компрометиращи писма от краля, и ѝ нареждат да вземе каквото иска от дома, да опакова куфарите си и да ги последва, за да замине за Милано същата вечер. Лаура изоставя всичко, дори скъпоценните подаръци на краля, отказва предложените ѝ пари, напуска ескортирана от карабинерите и отива в Милано. Там консулът на Кралство Сардиния я информира, че ѝ е забранено да влиза в цялото кралство, не само в Торино. Отново ѝ са предложени пари, които тя отказва. Преоблечена като мъж и с фалшиви документи, Лаура се връща в Торино, среща се с краля, който обаче е непреклонен.

### Театрална кариера след края на връзката
През 1858 г. Лаура отново започва да играе, но тъй като не успява да влиза в Пиемонт, ѝ е трудно да намира участия. Премиерът Масимо Д'Адзельо я съветва да отиде в Неапол, предлага ѝ пари, които тя отказва, и напразно се опитва да я накара да разбере, че трябва да престане да дразни краля. Д'Адзельо ѝ дава писмо, което да представи на Леополд, известен меценат и брат на Фердинанд II – крал на Двете Сицилии, който я посреща и ѝ осигурява участия. Лаура играе в Неапол, Рим, Флоренция, постигайки големи успехи. Във Флоренция играе в „Медея“ на Джовани Батиста Николини: по време на представлението либералите провеждат политическа демонстрация. 
Тя продължава да бомбардира краля с писма, молейки го да се срещне с нея и да отмени забраната ѝ за влизане в кралството. Той ѝ помага единствено финансово. Актрисата отива отново в Торино, тайно и преоблечена като мъж, в отчаян опит да го види, но се среща единствено с Камило Бенсо ди Кавур, който ѝ предлага да си сътрудничат за отдалечаването на Роза Верчелана от краля. Кавур се опасява, че кралят би могъл да се ожени за Роза. 
Поради епидемията от холера Лаура напуска Неапол. Тя продължава да играе и да се радва на успех, но хонорарите ѝ през 1859 г. са оскъдни, вече в климата на Войната за италианска независимост, и тя остава без средства. Във Флоренция застава пред коня на гостуващия крал, блокирайки го. Дава му писмо с молба да се види с него, но кралят не я приема, а ѝ изпраща пари за издръжката на дъщеря им Емануела, знаейки за икономическите ѝ затруднения. Лаура не се отказва и отива да играе в Торино въпреки забраната, а карабинерите я принуждават да остане вкъщи под наблюдение, докато компанията си тръгне. След това актрисата отива в Алесандрия. 
Лаура накрая успява да се срещне с краля, но въпреки благосклонното му отношение към нея той ѝ дава да се разбере, че връзката име приключила. Те се съгласяват да запишат Емануела в институция под настойничеството на краля, за да получи образование, достойно за графиня на Ровербела – титла, дадена ѝ от Виктор Еманул II. За Лаура е определена пенсия.
През 1864 г. Виктор Емануил II вика Лаура, за да ѝ направи предложение: той иска тя да организира турне до Виена, за да се свърже с Италианския комитет, за да донесе някои документи и да върне други обратно в Италия. В Австрия Лаура е много успешна както актриса и играе в „Мария Стюард“ на Фридрих Шилер и в „Медея“ на Чезаре дела Вале, които изпълнява отново през 1865 г. в Неапол с голям успех. Във Виена тя е успешна и като шпионка и ѝ е възложено да направи същото с Наполеон III, когото среща в Париж в дома на Графинята на Кастильоне, бивша метреса на краля. В Торино актрисата се надява на отплата, но получава само студена благодарност и награда. За последен път тя вижда Виктор Емануил II в Палацо Пити във Флоренция през 1870 г., където участва в пиесата „Орест“ на Виторио Алфиери в изпълнение на най-добрите актьори на времето. 

### Последни години
Лаура Бон се мести във Венеция, изпраща ръкописите на баща си като подарък за краля, но благодарственото писмо е написано от секретаря му. През 1869 г., когато се смята, че кралят е на смъртен одър, той се жени морганатично за дългогодишната си метреса Роза Верчелана. За Лаура надеждата вече е мъртва, а дъщеря ѝ е далече и умира млада през 1890 г. Пенсията не ѝ стига и актрисата е принудена да играе в малки непретенциозни театри. Тя вече не е убедителна в ролите си. Живее в мизерна къща и носи дрехи, които другите актриси ѝ подаряват.
Кралят умира през януари 1878 г. и пенсията ѝ е намалена, Лаура продава всичко, дори медальона с портрета му, с когото никога не се е разделяла, и продължава да бомбардира напразно кралския дом с молби за помощ.
Умира от инфаркт на 78-годишна възраст на 24 юли 1904 г. в мизерна къща в Кампо Сан Фантин във Венеция.

## Брак и потомство
Има две извънбрачни деца от крал Виктор Емануил II:
- Мъртвороден син (*/ † 1852)
- Емануела Мария Алберта Витория Гуериери ди Ровербела (* 1853, Торино; † 1890), графиня на Ровербела; ∞ за Алберто Бенедети (* 1873, † 1920), от когото има три дъщери.